# Ik ben Malala
Ik ben Malala (oorspronkelijke titel: I Am Malala: The Girl Who Stood Up for Education and Was Shot by the Taliban) is een autobiografisch boek van Nobelprijswinnares en kinderrechtenactiviste Malala Yousafzai met medewerking van de Engelse journaliste Christina Lamb. Het boek verscheen in 2013. In 2014 werd een aangepaste versie voor kinderen uitgebracht. Nina West vertaalde het boek naar het Nederlands.